# Alasmidonta viridis
Alasmidonta viridis е вид мида от семейство Unionidae.

## Разпространение
Видът е разпространен в Канада (Онтарио) и САЩ (Айова, Алабама, Арканзас, Вирджиния, Илинойс, Индиана, Канзас, Кентъки, Мисури, Мичиган, Ню Йорк, Охайо, Северна Каролина, Тенеси и Уисконсин).